# Casa del Marinaretto
La Casa del Marinaretto si trova nel comune di Palazzolo dello Stella in via del Traghetto 3, sulla riva sinistra del fiume Stella, di fronte piazza del Porto di Precenicco.
L'edificio, costruito dall'impresa "Ditta Geometra Giuseppe Lorenzo Pessina" di San Giorgio di Nogaro, su progetto dell'ingegner Ferdinando Vicentini, destinato ad uso dell'Opera Nazionale Balilla, è stato inaugurato il 4 aprile del 1936.
Attualmente è protetto dalla Soprintendenza per i Beni Architettonici e per il Paesaggio del Friuli-Venezia Giulia e fino al 2021 è stata sede del Centro di Aggregazione Artistico Culturale Art-Port, gestito dall'omonima associazione (Art-Port).
Attualmente è in stato di abbandono.
Omonimo edificio sorgeva in riva al Po nella città di Torino, ma fu demolito nel 1961.